# Чино Хилс
Чино Хилс (на английски: Chino Hills) е град в окръг Сан Бернардино, щата Калифорния, САЩ. Чино Хилс е с население от 80 374 жители (по приблизителна оценка от 2017 г.) и обща площ от 116,2 km². Намира се на 365 m надморска височина. ЗИП кодовете му са 91709, а телефонният му код е 657, 714, 909.